# Cecílio Neto
Antônio Santos Cecílio Neto é um cineasta brasileiro, nascido em São Paulo em 9 de Fevereiro de 1954. Engenheiro Civil de formação, envolveu-se em cinema a convite de seu amigo Guilherme de Almeida Prado, que o convidou para assumir a produção de seu filme Flor do desejo (1983).
A partir daí, tornou-se autor de alguns dos mais premiados curtas-metragens brasileiros do período conhecido como a "Primavera do curta" (1985-1990). Foi presidente da Associação Brasileira de Documentaristas, seção São Paulo, no período 1993-94. Ainda nos anos 1990, dirigiu um episódio do filme coletivo Felicidade é..., estreou em longas com seu "Reunião de demônios" (rebatizado, para lançamento comercial, como Os Três zuretas) e fez uma divertida aparição, como um diretor de publicidade, no filme Sábado, de Ugo Giorgetti.

## Filmografia (como diretor e roteirista)
- 1998 - Os Três Zuretas
- 1995 - Cruz (episódio de Felicidade é...)
- 1991 - Wholes (curta-metragem produzido para o Chanel 4 inglês)
- 1988 - Três Moedas na Fonte (curta-metragem)
- 1986 - Ma che, bambina! (curta-metragem)

## Premiações
- Melhor curta no Festival de Gramado 1986 (Ma che, bambina)
- Melhor direção, melhor roteiro e melhor fotografia no Festival de Gramado 1988 (Três moedas na fonte)
- Melhor curta no Festival de Gramado 1991 (Wholes)